# Libri proibiti
Libri proibiti: Pornografia, satira e utopia all'origine della rivoluzione francese (The Forbidden Best-Sellers of the Pre-Revolutionary France) è un saggio storico di Robert Darnton, pubblicato nel 1995 negli Stati Uniti e in Italia nel 1997.

## Contenuti
Il libro analizza il ruolo della letteratura clandestina diffusasi in Francia durante gli anni che precedettero la Rivoluzione francese. Questa letteratura, che doveva superare ogni sorta d'ostacolo per poter essere pubblicata, contribuì, secondo l'autore, a minare i fondamenti dell'Ancien Régime e a creare quel clima di rivolta morale, ancor prima che politica, nei confronti della monarchia e delle classi privilegiate della società francese del Settecento.

## Edizioni italiane
- Libri proibiti. Pornografia, satira e utopia all'origine della Rivoluzione francese, Collezione Storia, Milano, Mondadori, 1997, ISBN 978-88-044-1040-9.
- Libri proibiti. Pornografia, satira e utopia all'origine della Rivoluzione francese, traduzione di Vittorio Beonio Brocchieri, Prefazione di Daria Galateria, Collezione La cultura, Milano, Il Saggiatore, 2019, ISBN 978-88-428-2597-5.